# Marta Albertini
Marta Lilia Albertini Pagola (San Carlos, Maldonado, 17 de marzo de 1954) es una actriz uruguaya que ha desarrollado la mayor parte de su trayectoria en la Argentina, particularmente en telenovelas. Estudió en la Escuela de Arte Dramático de Montevideo y debutó en la Comedia Nacional de Uruguay en la obra Una cadena de papel violeta. Más adelante emigró a trabajar a Argentina donde tuvo en televisión papeles menores hasta consagrarse en la telenovela Dos para una mentira.

## Televisión
Debutó con el papel de Idelma en la recordada telenovela Piel naranja, de Alberto Migré. Después, actuó en Dos a quererse (1976), junto a Thelma Biral y Claudio García Satur.
Participó en otras telenovelas como Rebelde y solitario, No es un juego vivir, Amándote, La extraña dama, Romanzo, Chiquilina mía, Déjate querer, Los herederos del poder. Julián de madrugada. Amar al salvaje, Cara a cara, dos para una mentira. 
En Dos para una mentira compuso su reconocido personaje de "Betiana Montalvo", una malvada productora televisiva que mantenía tomado en su puño a Renzo (Marco Estell) mediante engaños y un contrato tramposo.
Su estampa de malvada, su tono de voz sereno y cínico y sus cabellos enrulados, la convirtieron en una villana icónica de las telenovelas argentinas de la década de 1980. 
En 2002 actuó en un episodio de Los Simuladores.

## Vida privada
En 1973 conoció en Mar del Plata al cantante Pipo Pescador con quien entablaron una intensa relación amorosa.

### Actuaciones en televisión
- "Mi nombre es Martina Solá" (1970) - Canal 9
- "Dos a quererse" (1974) - Canal 13
- "Piel naranja" (1975) - Canal 13
- "Usted se enamora de mí" (1975)
- "El tema es el amor" (1977) - Canal 13
- "Crecer con Papá" (1982) - Canal 13
- "Rebelde y solitario" (1982) - ATC
- "Cara a cara" (1983) - Canal 11
- "No es un juego vivir" (1985) - Canal 9
- "Julián de madrugada" (1985) - ATC
- "El seductor" (1986) - Canal 9
- "Dos para una mentira" (1986) - Canal 9
- "Amándote" (1988) - Telefe
- "La extraña dama" (1989) - Canal 9
- "Romanzo" (1990) - Telefe
- "Su comedia favorita" (1990) - Canal 9
- "Cosecharás tu siembra" (1991) - Canal 9
- "Chiquilina mía" (1991) - Canal 9
- "El precio del poder" (1992) - Canal 9
- "Regalo del cielo" (1992) - Canal 9
- "Déjate querer" (1993) - Telefe
- "Amor salvaje" (1993) - Canal 9
- "Alta comedia" - Episodio: Juegos privados" (1994) - Canal 9
- "La hermana mayor" (1995) - Canal 9
- "Como pan caliente" (1996) - Canal 13
- "Los herederos del poder" (1997) - Canal 9
- "Verdad consecuencia" (1998) - Canal 13
- "Los simuladores - Episodio: El cobrador foráneo" (2002) - Telefe
- "Un cortado: Historias de café" (2004) - Canal 7
- "Sin código" (2005) - Canal 13
- "La pareja ideal" (2005) - América
- "Collar de Esmeraldas" (2006) - Canal 13
- "La ley del amor" (2007) - Telefe
- "Telefilm Ciclo Doscientos Años: Comunidad Organizada" (2008) - Canal 7
- "Mirándote" (2019) - TV Pública

## Cine
- El profesor tirabombas (1972)
- La hora de María y el pájaro de oro (1975)
- Las locas (1977)
- La nueva cigarra (1977)
- Un toque diferente (1977)
- El casamiento de Laucha (1977)
- Hotel de señoritas (1979)
- Desde el abismo (1980)
- Comisario Ferro (1998)
- Ciudad del sol (2001)
- Click! (2001)
- Comunidad organizada (2009)

## Teatro
- Anillos para una dama (1976) junto a Nati Mistral y Osvaldo Terranova.
- Scapino (1978) junto a Juan Carlos Puppo - Dirección: China Zorrilla - Villanueva Cosse.
- Mujeres (1979) junto a Susana Campos, Elsa Daniel, Aurora Delmar, Celia Gámez, Gloria Guzmán, Norma López Monet, Constanza Maral, Elcira Olivera Garcés, Malvina Pastorino, Ana María Picchio, Paulina Singerman y Erika Wallner.
- Crecer con papá (1982)
- Llave para dos (????)
- La energía del amor (????) junto a César Nigro y Alejandro Giles.
- Diferente a los demás (1985) - Teatro del Este junto a Hernán Aguilar, Fernando Garríz, Andrés Percivale, Irma Roy y China Zorrilla.
- Los locos de la azotea (2000) - Sala Carlos Carela - Bartolomé Mitre junto a Rafael Carret, Nelly Prince, Héctor Fuentes, Roxana Darín, Nelly Panizza, Jorge Avalo, Mabel Loisi, María Alexandra, Ángel Rico y Ernesto Catalán.
- Cinco cartas (2001) junto a Helena Barakovic, Susana Fernández Anca, Tina Helba y Dora Prince - Dirección: Jerry Brignone
- Boquitas (2007 - 2008) - Elkafka Espacio Teatral junto a Juliana Cosentino, Emilse Díaz, Jimena La Torre, Paul Sebastián Mauch, Eliana Nilgia, Gabriela De Giorgi y Julián Vilar.
- Homenaje a Mario Benedetti (2009) - Casa del Escritor José Hernández junto a Marta Albanese, Juan José Camero, Salo Pasik y Juan Carlos Puppo.
- ¿Dónde estás corazón? (2009 - 2010), junto a Coni Vera y Marta Albanese.[1]
- Allá donde fuéramos (2010) - Teatro Dandelión junto a Carlos Álvarez, Ángeles Arias, Kary Belossi, Georgina Bernard, Jorge Booth, Beatriz Elffman, Gloria Husmann, Andrea Kiperman, Constanza Maral, Aldo Barbero y Flavia Simsky.
- El sábado de los milagros (2010) - El Auditorio junto a Domingo Basile, Laura Mobilia, Gerónimo Espeche, Nicolás Dominici y Miguel Jordán.
- La niña Mercedes (2010) - junto a Carlos Ameijeiras, Dora Ferreiro, Marcelo López Foresi, Anahí Martella, Alejandro Rattoni y Miguel Jordán.
- Animáte al tesoro, animáte a Punilla (2011) junto a Victoria Onetto, Coni Vera, Eleonora Wexler, Adrián Navarro, Leonardo Tusam, Carolina Papaleo, Raúl Taibo, Fabio Aste y Graciela Stéfani.
- Mujeres de ceniza (2011) - Teatro Tabarís junto a Irma Roy, Dorys del Valle y Marcela López Rey.